# Carlos Tévez
Carlos Alberto Tévez (Ciudadela, 5. veljače 1984.) argentinski je nogometni trener i bivši nogometaš. Kao igrač igrao je na poziciji napadača. Trenutačno je trener kluba Independiente.

## Trofeji

### Klupski trofeji

#### Boca Juniors
- Copa Sudamericana: 2004.
- Interkontinentalni kup: 2003.
- Argentinska Apertura: 2003.
- Copa Libertadores: 2003.

#### Corinthians
- Campeonato Brasileiro Série A: 2005.

#### Manchester United
- UEFA Liga prvaka: 2007./08.
- FA Premier liga: 2007./08., 2008./09.
- FA Community Shield: 2008.
- FIFA Svjetsko klupsko prvenstvo: 2008.
- Engleski Liga kup: 2008./09.

#### Manchester City
- FA kup: 2010./11.

#### Juventus
- Serie A: 2014., 2015.
- Supercoppa Italiana: 2013.
- Coppa Italia: 2015.

### Reprezentativni trofeji
- Olimpijske igre: Zlatna medalja 2004.
- Južnoameričko prvenstvo do 20 godina: 2003.

### Osobni trofeji
- Najkorisniji igrač Copa Libertadoresa: 2003.
- Drugi najbolji argentinski igrač godine: 2003., 2004.
- Najbolji argentinski igrač godine: 2004.
- Olimpijska zlatna kopačka: 2004.
- Najbolji igrač Campeonato Brasileira: 2005.
- Placar Bola de Ouro: 2005.
- Južnoamerički igrač godine: 2003., 2004., 2005.
- Igrač mjeseca FA Premier lige: Prosinac 2009.
- PFA igrač mjeseca: Ožujak 2010.
- Igrač godine Manchester Cityja prema izboru navijača: 2009./10.
- Igrač godine Manchester Cityja prema izboru igrača: 2009./10.
- Premier Liga zlatna kopačka: 2010./11.*

(*Nagradu dijeli s Dimitar Berbatovom)